# 張廷柏
張廷栢（1505年—？），字壽卿，山西平陽府蒲州人，軍籍，明朝政治人物。

## 生平
山西鄉試第十六名舉人。嘉靖二十三年（1544年）中式甲辰科會試第一百三十四名，登第三甲第九十七名進士。历官贵州按察司副使、陕西布政司右参政。

## 家族
曾祖張威；祖父張鑑；父張馴，母谷氏。具庆下。兄廷术、廷松。弟廷梓。